# Albrecht Dieterich
Albrecht Dieterich (2 de mayo de 1866, Bad Hersfeld, Alemania - 6 de mayo de 1908, Heidelberg, Alemania) fue un filólogo clásico y estudioso de la religión alemán.

## Biografía
Albrecht Dieterich nació en 1866 en Hersfeld (Hessen). Su padre fue profesor en el Gymnasion local, donde realizó sus estudios secundarios, concluyendo el bachillerato en 1884.
La enseñanza universitaria la inició en Leipzig, completándola en Bonn, en contacto con Hermann Usener — con cuya hija se casó — quien le convencería de que los estudios de filología clásica se debían complementar con las investigaciones sobre historia de las religiones, lo cual dirigiría sus esfuerzos y confirmarían sus obras.
En 1885 realizó su primer trabajo universitario sobre el Papiro de Leiden J. 384 (PGM XII).
En 1888 desarrolló su tesis doctoral utilizando para ello, además del papiro anterior, el J. 395 (PGM XIII), internándose en la literatura mágica del Egipto helenístico, desconocida por entonces.
En 1891 redactó un escrito sobre los Himnos órficos para su habilitación docente en Marburgo. Ese mismo año publicó una obra de envergadura, Abraxas.
Este conjunto de publicaciones y sus discusiones harían de Dieterich el auténtico pionero de los estudios religiosos en la antigüedad tardía, y E. Norden, R. Reitzenstein, A. J. Festugière, A. D. Nock y E. R. Dodds sus epígonos.
Posteriormente viajó a Italia y Grecia para fines de investigación.
En 1895 regresó a Marburgo como profesor asociado, y dos años más tarde sucedió a Eduard Schwartz como catedrático de filología clásica en la Universidad de Gießen. En 1903 fue profesor titular de la Universidad de Heidelberg.

## Obra
Gran parte de la obra de Dieterich estuvo implicada en la investigación de las creencias tradicionales, la mitología y la religión del mundo grecorromano.
Fue el autor de una influyente obra titulada Abraxas: Studien zur Religionsgeschichte des spätern Altertums, basada en un papiro mágico ubicado en el Museo de Leiden.
En 1903 publicó Eine Mithrasliturgie, en el que propone que las líneas 475-834 del Papiro mágico de París contenían la liturgia oficial del culto de Mitra. Su teoría fue recibida con escepticismo y criticada por parte de varios expertos en lo que respecta al origen mitraico de la liturgia.
Otras obras significativas de Dieterich incluyen:
- Nekyia: Beiträge zur Erklärung der neuentdeckten Petrusapokalypse, (1883)
- Die Grabschrift des Aberkios, (1896)
- Mutter Erde, (1905)
- Kleine Schriften, (1911)